# Enteromius mimus
Enteromius mimus é uma espécie de Actinopterygii da família Cyprinidae.
Apenas pode ser encontrada no seguinte país: Quénia.
Os seus habitats naturais são: rios.